# Chlorogalum
Chlorogalum (Lindl.) Kunth – rodzaj roślin z rodziny szparagowatych. Obejmuje 3 gatunki występujące w Kalifornii i Oregonie w Stanach Zjednoczonych.
Nazwa naukowa rodzaju pochodzi od greckich słów χλωρός (chloros – zielony) i γάλα (gala – mleko) i odnosi się do pieniącego się soku z cebul tych roślin. 

## Morfologia

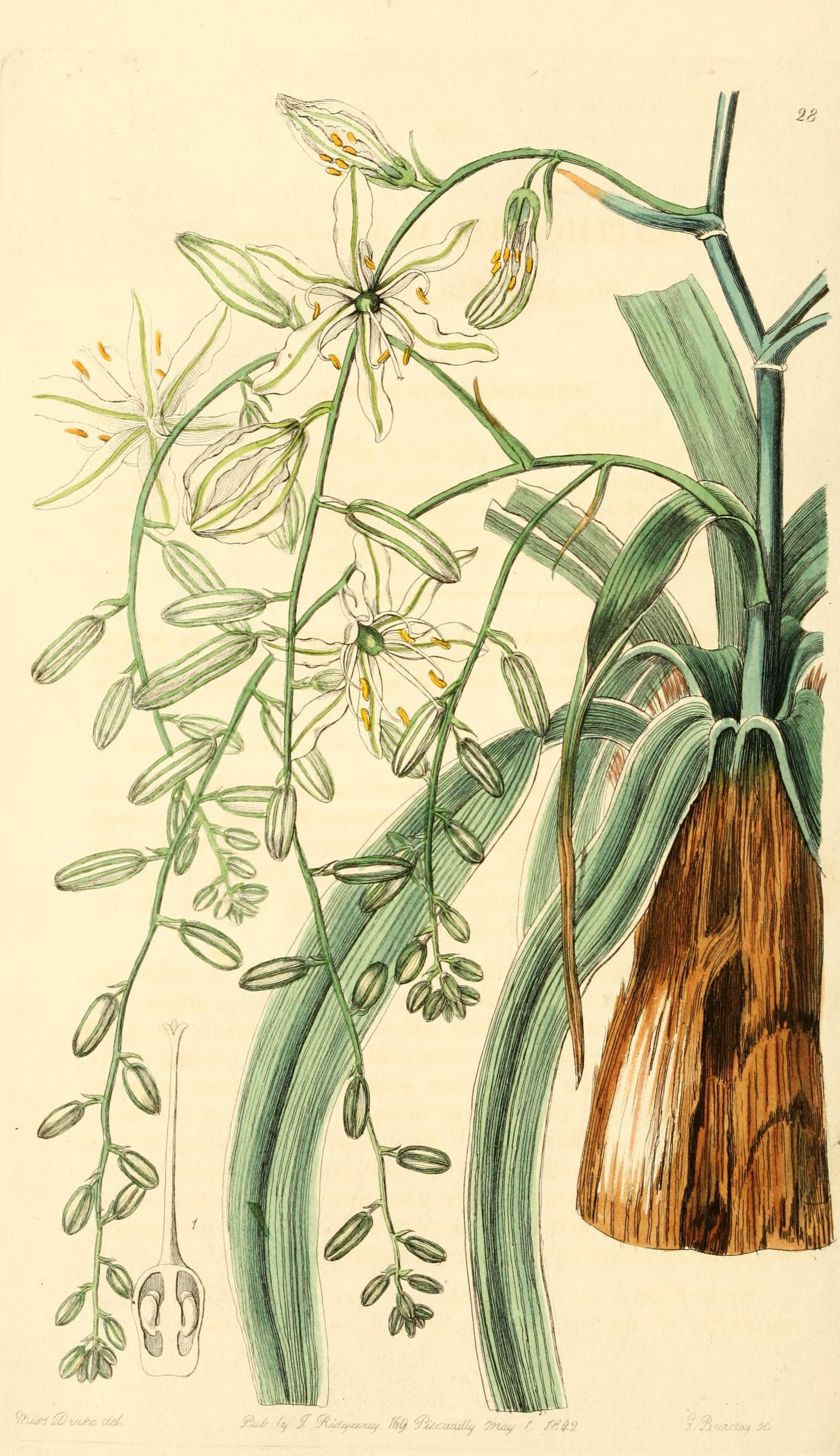
Chlorogalum pomeridianum

PokrójWieloletnie rośliny zielne.
PędJajowata cebula o średnicy 3–7 cm, z okrywą błoniastą (włóknistą u Chlorogalum pomeridianum), czerwonawą do brązowej.
LiścieLiście odziomkowe, równowąskie, o długości 10–30 cm, o szerokości 2–5 mm i brzegach słabo pofalowanych (Chlorogalum angustifolium) lub o szerokości 6–25 mm i brzegach silnie pofalowanych (Ch. grandiflorum i Ch. pomeridianum).
KwiatyZebrane w wiechowaty kwiatostan wyrastający na głąbiku o wysokości 30–250 cm, wyrastające od 1 do kilku w węzłach na rozgałęzieniach wiechy, wsparte drobnymi przysadkami. Okwiat biały, fioletowy lub różowawy, z zielonkawożółtymi żyłkami głównymi, sześciolistkowy. Listki okwiatu równowąskie do podługowatych, z miodnikami u nasady, pozostające w czasie owocowania i skręcające się nad torebką. Sześć pręcików osadzonych u nasady listków okwiatu, zwykle krótszych od nich. Pylniki obrotne, żółte. Szyjka słupka zakończona lekko trójklapowanym znamieniem, zwykle dłuższa od okwiatu.
OwoceTrójklapowane, pękające torebki o średnicy 1,5–8 mm, zawierające w każdej komorze jedno lub dwa nasiona.
Gatunki podobneBlisko spokrewniony z kamasją, od której różni się liczbą zalążków powstających w komorach zalążni (do dwóch u Chlorogalum i powyżej dwóch u kamasji).

## Biologia
RozwójGeofity cebulowe, Kwitną od kwietnia do sierpnia. Kwiaty otwierają się wieczorem i zamykają nad ranem.
SiedliskoWzdłuż skał (zwykle serpentynowych), na otwartych, zarośniętych lub zalesionych wzgórzach, na kamienistych glebach w dolinach, w chaparralu.
Cechy fitochemiczneRośliny zawierają saponiny i sapogeniny.
GenetykaLiczba chromosomów 2n = 30, 34, 36.

## Systematyka
Pozycja systematycznaRodzaj z podrodziny agawowe Agavoideae z rodziny szparagowatych Asparagaceae.
Wykaz gatunków
- Chlorogalum angustifolium Kellogg
- Chlorogalum grandiflorum Hoover
- Chlorogalum pomeridianum (DC.) Kunth